# Kranners Brunnen

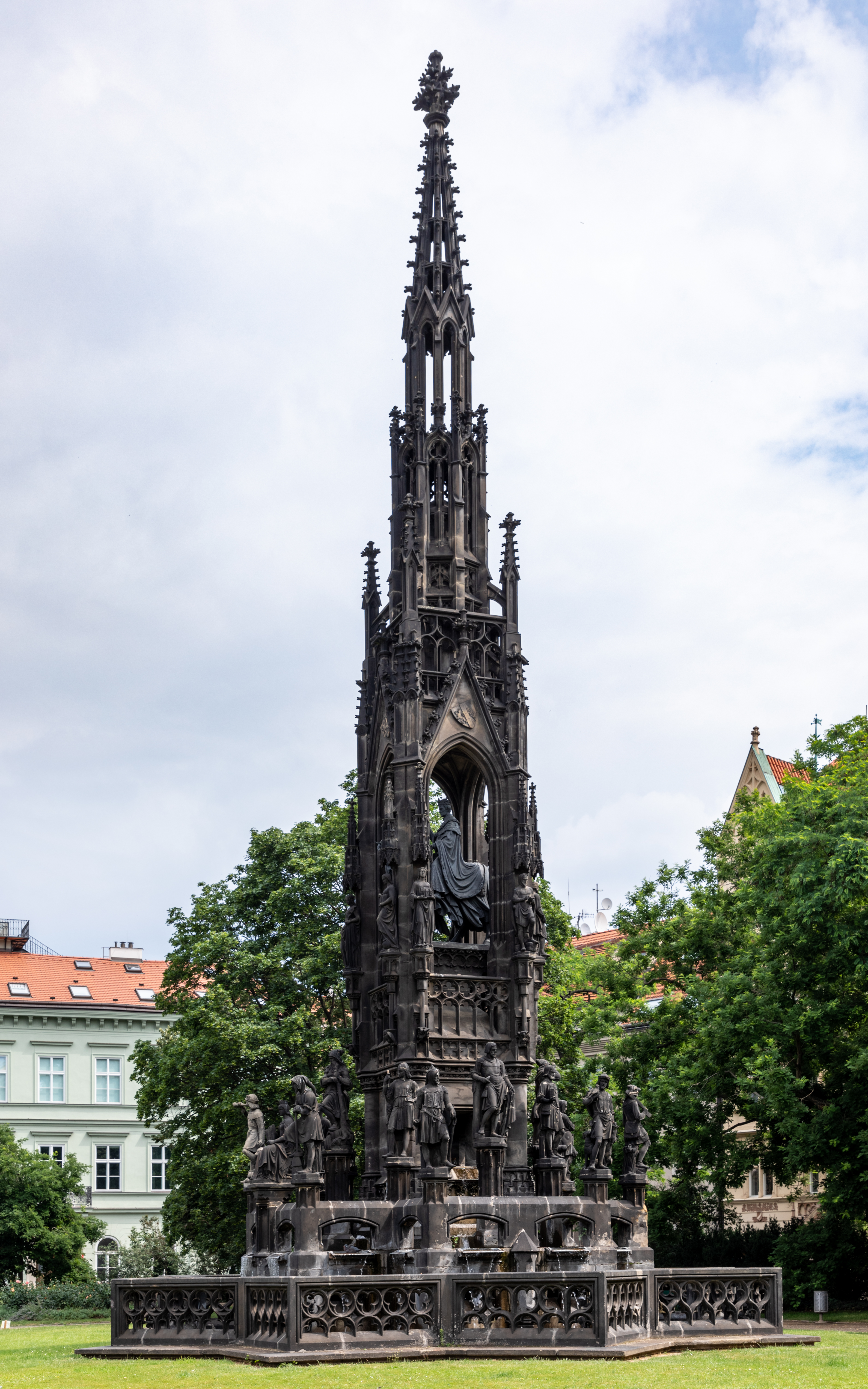
Kranners Brunnen

Kranners Brunnen (tschechisch: Krannerova kašna), auch Denkmal für Kaiser Franz I. (Pomník císaře Františka I.), ist ein Denkmal am Smetana-Kai (Smetanovo nábřeží) am rechten Ufer der Moldau südlich der Karlsbrücke in der Prager Altstadt. Das neunundzwanzig Meter hohe Sandsteindenkmal in Form einer gotischen Turmspitze wurde im Jahr 1850 zu Ehren des österreichischen Kaisers Franz I. erbaut und wird auch Hold českých stavů (Huldigung böhmischer Stände) genannt.

## Geschichte
Im Zusammenhang mit dem Bau der zweiten Prager Moldaubrücke im Jahr 1841 – einer Kettenbrücke am Ort der heutigen Brücke der Legionen (most Legií) – entschied die Stadtverwaltung, das ganze Ufergebiet aufzuwerten und am rechten Moldauufer eine befestigte Uferpromenade mit Blick auf die Prager Burg zu schaffen. In den Jahren 1841 bis 1845 entstand so der heutige Smetana-Kai (Smetanovo nábřeží), die älteste Prager Uferpromenade. Gebaut hat sie nach Plänen des Architekten Bernhard Grueber der Budweiser Bauunternehmer Karl Adalbert von Lanna.
Den Beschluss für Kaiser Franz I. ein Denkmal zu bauen, fasste der Böhmische Landtag schon im Jahr 1835, kurz nach dem Tod des Monarchen. 1845 wurde in einem kleinen Park an der neuen Uferpromenade dazu der Grundstein gelegt. Die feierliche Enthüllung fand erst am 30. Mai 1850 statt, die Fertigstellung hatte sich wegen der Ereignisse des Revolutionsjahres 1848 verzögert.
Das Denkmal, kombiniert mit einem Brunnen, ist das Werk des Architekten Josef Kranner, der auch an der Fertigstellung des Veitsdomes mitarbeitete. Sein Vorbild war der Schöne Brunnen in Nürnberg. Die 26 Skulpturen am Denkmal schuf Bildhauer Josef Max, die Steinmetzarbeiten stammen von Karel Svoboda.
Die Errichtung eines Denkmals für den Monarchen, der ein Symbol für die Reaktion und für die Unterdrückung von liberalen und nationalen Bemühungen war, erregte Widerstand in tschechischen patriotischen Kreisen. Nach der Gründung der Tschechoslowakischen Republik musste die Reiterstatue entfernt werden. Sie befindet sich heute im Lapidarium des Nationalmuseums. Im Jahr 2003 wurde der Brunnen umfassend saniert und eine Kopie der Reiterstatue an den ursprünglichen Ort eingesetzt. Auch die technische Ausrüstung für den Wasserzufluss wurde repariert, so dass der Brunnen heute wieder Wasser führt.

## Beschreibung

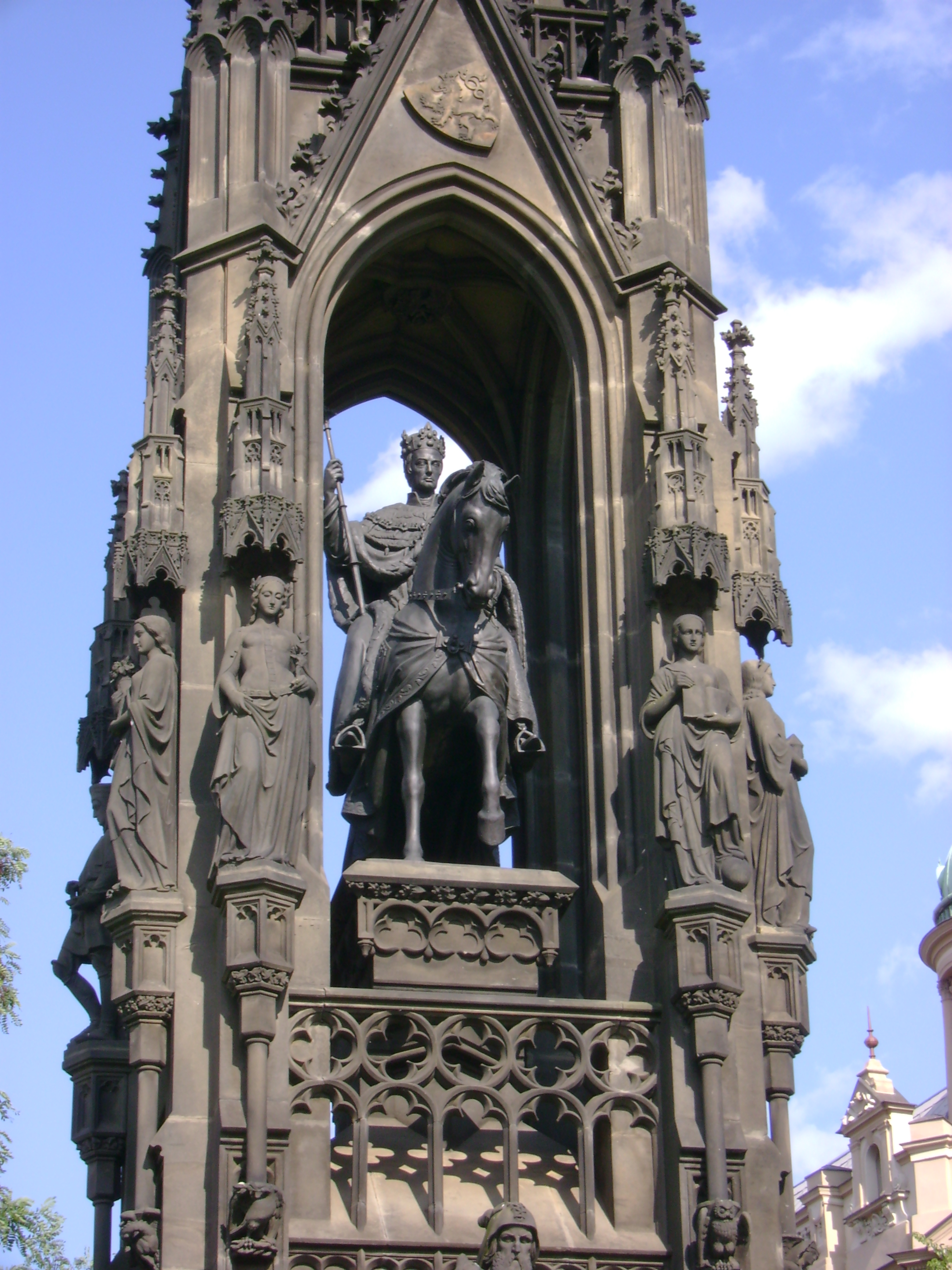
Detail: Reiterstandbild von Kaiser Franz I.

Das 29 Meter hohe Sandsteindenkmal hat die Form einer gotischen Kirchturmspitze, einer Fiale. Sie steht in der Mitte eines flachen achteckigen Wasserbeckens. An den Ecken des Beckens stehen unter kleinen Baldachinen allegorische Figuren, die die 16 damaligen böhmischen Regionen und die Stadt Prag repräsentieren. Im unteren Teil der Fiala, der einen Baldachin bildet, befindet sich in der Mitte ein bronzenes Reiterstandbild von Kaiser Franz I., es ist eine im Jahr 2003 eingesetzte Kopie der Originalstatue von Josef Max. Etwa auf gleicher Höhe stehen ringsum acht allegorische Skulpturen. Sie stellen Tätigkeiten und Bedingungen für den Wohlstand des Landes dar: Wissenschaft, Kunst, Industrie, Handel, Ackerbau, Bergbau, Frieden und Überfluss.
In einem Schacht unter dem Denkmal sind Pumpen für die Wasserversorgung des Brunnens installiert. Vom Schacht führt ein unterirdischer Gang zur Straße Divadelní.